# Daniel Doheny
Daniel Doheny (Vancouver, 13 de dezembro de 1997) é um ator canadense. Ele é mais conhecido pelos seus papéis como Jared Hayes em Sobrenatural, Liam em Aventuras na Escola, Alex Truelove em Alex Strangelove e Sean em O Pacote.

## Carreira
Seu primeiro grande papel é no filme da Netflix, Alex Strangelove. Antes de conseguir o papel de Alex, Daniel apareceu em alguns curtas-metragens e até teve uma participação especial no Supernatural da CW.
Além disso, está em um filme de 2017 chamado 'Adventures in Public School'. Daniel também envolveu um filme de 2018 chamado "The Package", que será lançado no final do mesmo ano.

## Filmografia
| Ano  | Título                  | Papel              | Notas                        |
| ---- | ----------------------- | ------------------ | ---------------------------- |
| 2012 | Hart Attack: First Gear | Dane Jermaine      |                              |
| 2012 | False Fied              | Joey               |                              |
| 2014 | Getting There           |                    |                              |
| 2016 | HumanTown               | Various Characters |                              |
| 2017 | Supernatural            | Jared Hayes        | Episódio: The Memory Remains |
| 2017 | Public Schooled         | Liam               |                              |
| 2018 | Alex Strangelove        | Alex Truelove      | Elenco principal             |
| 2018 | The Package             | Sean               | Elenco principal             |